# Zr.Ms. Snellius (2003)

Zr.Ms. Snellius (A802)

Zr.Ms. Snellius (A802) is een hydrografisch opnemingsvaartuig (HOV) van de Koninklijke Marine. De Snellius heeft één zusterschip, Zr.Ms. Luymes (A803).
De schepen zijn in Nederland ontworpen. Ze zijn gebouwd door Damen Shipyards Group waarbij het casco gebouwd werd in Galați (Roemenië), en de afbouw in Vlissingen gedaan werd.
De Snellius is vernoemd naar de wiskundige Willebrord Snellius uit 1591, die veel heeft bijgedragen aan de hydrografie.
De huidige Snellius is het derde hydrografisch vaartuig met deze naam.
De schepen hebben verschillende taken: het in kaart brengen van de zee met de EM2040 multibeam en Klein5900 sidescansonar, functioneren als schip van de wacht, vlagvertoon in binnen- en buitenland, assisteren bij maritiem wetenschappelijk onderzoek van het Ministerie van Defensie en assisteren bij calamiteiten op zee.